# Association sportive Tiaré Tahiti
L'Association sportive Tiaré Tahiti, est un club de football de Afareaitu, sur l'île de Moorea. Il participe depuis 2018 au championnat de première division de Tahiti. Le nom du club est une référence au tiaré tahiti, la fleur nationale de la Polynésie française. Ils ont été acceptés comme représentants de Moorea en première division, après avoir terminé au sommet de la ligue locale en 2017-2018. Pour sa première saison dans l'élite, le club termine deuxième et se qualifie pour la Ligue des champions de l'OFC 2020.

## Palmarès
- Tahiti Ligue 1
  - Vice-champion (1) : 2019

- Ligue 2 Moorea
  - Champions (1) : 2018